# Katherine Harrison
Katherine Harrison foi uma viúva proprietária de terras que foi submetida a um julgamento de bruxaria historicamente notável do século 17 em Wethersfield, Connecticut. Harrison foi uma serva no início de sua vida, mas quando seu marido, que era fazendeiro, morreu, ela herdou propriedades e riquezas. Seguiram-se acusações de bruxaria. Harrison foi a última bruxa condenada em Wethersfield, Connecticut, em 1669. Embora a sentença de Harrison tenha sido anulada em 1670, ela foi instruída a deixar a cidade depois. Harrison então mudou-se para Westchester, Nova York, onde os residentes tentaram sem sucesso forçá-la a se mudar. Este caso serviu como um exemplo importante “no desenvolvimento das respostas legais e teológicas à bruxaria na Nova Inglaterra colonial”.

## Morte do marido dela
Em 3 de setembro de 1666, o marido John Harrison falece, deixando um testamento datado de 6 de agosto de 1666. Nesse testamento, John Harrison deixa para trás uma quantidade substancial de dinheiro e terras para sua esposa e três filhas; 60 libras para sua filha mais velha Rebeckah, 40 libras para sua segunda filha e 40 libras para sua filha mais nova, Sarah. A propriedade e o papel de "único Executrix" são deixados para a esposa Katherine Harrison.
6 de setembro de 1666, poucos dias após o falecimento de seu marido, Katherine Harrison pede ao tribunal que faça um acordo em 210 libras para sua filha mais velha e 200 libras para cada uma das filhas mais novas por causa de "parcelas imprudentes deixadas para elas por seu pai". Foi assumido que isso foi negado pelos tribunais, uma vez que mais tarde ela cedeu a propriedade para suas filhas e nomeou Jonathon e John Gilbert, os tutores de suas filhas.
A morte de seu marido Katherine Harrison é tão importante porque, antes de sua morte, Harrison nunca havia sido formalmente acusado de qualquer feitiçaria. John Harrison também deixou sua esposa, uma das mulheres mais ricas de Wethersfield, e ela decidiu não se casar novamente.

## Acusações e indiciamento
No verão de 1668, apenas dois anos depois de Katherine Harrison ficar viúva, ela foi julgada como bruxa após vários testemunhos diferentes. É relatado que o Sr.Griswold foi o principal acusador da prática de bruxaria de Katherine Harrison. Harrison afirma que "o dito Michael Griswold iria enforcá-la embora ele malditamente há muito tempo". Michael Griswold afirmou que Harrison chamou sua esposa Ann de "prostituta selvagem". Dentro de um mês, Harrison entrou com uma petição contra suas acusações de calúnia, mas logo cedeu, reconhecendo-se como "uma mulher, um vaso mais fraco, sujeito à paixão" e fez sua confissão de sua culpa em caluniar e se ofereceu para reparar "o ferimento "ela pode ter colocado o nome de Griswold. Harrison acabou pagando-lhes 40 libras por calúnia.

### Queixas de Katherine Harrison
Em 6 de outubro de 1668, Harrison escreveu aos tribunais para considerar seriamente seu estado de viúva e reconhecer os ataques que ocorreram em sua propriedade. Ela alega que seu gado foi vandalizado com vários exemplos de ataques brutais. Ela explica que seus bois foram feridos tão gravemente que ficaram sem manutenção ou com costelas e costas quebradas, porcos sendo marcados e um gado jovem deixado com uma arma apunhalada e sendo ferido até a morte. Harrison também observa que seu campo de milho foi condenado com cavalos. Ela prossegue afirmando que todos os danos ao gado e às propriedades ocorreram após a morte do marido. Para prestar contas dos atos de vandalismo, Harrison lista muitos indivíduos, incluindo Jonathan e Josiah Gilbert.
Não houve registro do tribunal respondendo aos pedidos de Harrison ou investigando suas queixas.

### Acusação
Harrison foi libertado da prisão no final do verão, início do outono de 1669. Pouco depois, 38 cidadãos de Wethersfield entraram com uma petição. Em outubro de 1669, todos os membros do júri consideraram Harrison culpado de bruxaria, mas no dia 20 de outubro sua execução foi paralisada. Em maio de 1670, os tribunais ordenaram que Katherine Harrison pagasse seus honorários e fugisse da colônia Wethersfield para sempre.

## Vida após a sentença
Em junho de 1670, Katherine Harrison muda-se para Westchester, Nova York por ordem do tribunal e com a esperança de escapar do vandalismo e da demolição de sua propriedade pelos vizinhos. Para sua consternação, os vizinhos em Westchester reclamaram de sua presença e ordenaram que ela deixasse a cidade, mas assim que ela foi levada ao tribunal em junho de 1670, Westchester permitiu que ela vivesse onde quisesse. No início de 1672, Harrison processa onze de seus vizinhos por difamação de propriedade. Um mês depois, ela doa todas as suas terras para John Gilbert, o guardião de sua filha.

## Morte
Não se sabe ou registra muito sobre Katherine Harrison depois que ela assinou com sua propriedade em 1672. Algumas evidências sugerem que ela morreu em outubro de 1682 em Dividend, uma área fora de Wethersfield.